# Cimetière de L'Isle-Adam
Le cimetière de L'Isle-Adam est un cimetière situé dans la commune de L'Isle-Adam (France), inauguré en 1842.

## Historique
Une nécropole se forme peu à peu à partir du début de l’ère chrétienne autour de l’église Saint-Martin de Nogent. Elle est remplacée par un cimetière au xvie siècle, qui entoure alors la nouvelle église Saint-Martin de L'Isle-Adam. 850 personnes y sont enterrées, essentiellement des religieux et quelques membres de familles fortunées.
La réalisation du nouveau cimetière est décidée en 1829. Il est ouvert en 1832 sur une superficie de 38 ares grâce aux dons d’Alfred Ducamp, propriétaire d’une maison de maître dans l’île du Prieuré, et de Mme Kapeler, propriétaire du château de Stors. Plusieurs tombes de l’ancien cimetière y sont transférées la même année. Le cimetière est inauguré en 1842.
En 1848, Kapeler offre un terrain contigu de 20 ares pour permettre une extension, et en 1889 ses filles offrent à leur tour un autre terrain de 8,39 ares. Elles donnent 5 000 francs pour l’agrandissement et la clôture du cimetière, et se réservent au centre de ce terrain un emplacement de 120 m2 pour y établir une sépulture familiale.

## Personnalités inhumées
- Jean-Louis Bozzi (1860-1946), sculpteur français d’origine italienne
- Pierre-Charles Dambry (1796-1869), homme politique français
- Jean Droit (1884-1961), peintre, illustrateur et écrivain français
- Jules Dupré (1811-1889), peintre paysagiste français
- Léon Fort (1870-1965), peintre français
- Édouard Knecht (1789-1870), lithographe français
- Beatrice Mallet (1896-1951), illustratrice de publicité française
- Georgette Plana (1917-2013), chanteuse et actrice française
- Louis-Philippe de Villers-la-Faye (1749-1822), prêtre catholique défroqué et homme politique français